# Émetteur de très basse fréquence à Lualualei

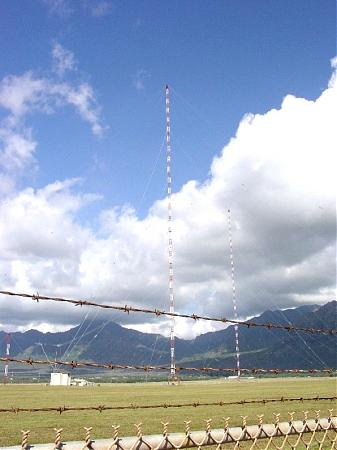
Un des mâts de l'installation.

L'émetteur de très basse fréquence de Lualualei est une installation de l'United States Navy pour les liaisons avec les sous-marins près de Lualualei (sur Oahu) à Hawaï. Il utilise les fréquences 21,4 kHz et 23,4 Hz grâce à une antenne formée de deux mâts de 458,11 mètres de haut construits en 1972 et isolés électriquement du sol. Ces mâts sont parmi les plus hautes tours isolées du sol de l'hémisphère nord.